# Louis Prosper Lofficial
Louis Prosper Lofficial, (Montigné-sur-Moine (Maine i Loira), 28 de novembre, 1751 - París, 8 de juliol, 1815), va ser un polític de la Revolució Francesa i del Primer Imperi.

## Biografia
Louis Prosper Lofficial era tinent general a la bailía de Vouvant quan va ser elegit representant del tercer estat pel senescal de Poitou als Estats Generals de 1789.
Va ser jutge del tribunal de Parthenay quan va ser elegit, el setembre de 1792, diputat pel departament de Deux-Sèvres, el sisè de set, a la Convenció Nacional. A l'inici de la sessió, és elegit membre de la Comissió de Patrimoni, substitut de la 'Comissió de Legislació i membre de la Comissió de Liquidació. S'asseu als bancs de la Plana. En el judici de Lluís XVI, va votar a favor de la detenció durant la guerra i el desterro en pau. Va votar a favor de l'acusació de Marat i a favor del restabliment de la Comissió dels Dotze. Lofficial va ser enviat en missió, al costat de Chaillon, Delaunay, Gaudin, Menuau i Morisson, a l'exèrcit occidental entre Frimaire Any II i Prairial Any III (entre desembre de 1794 i juny de 1795).
Va ser diputat del Consell dels Cinc-cents pel departament de Marne el 27 Vendémiaire Any IV. En abandonar el concili l'any VII, va ser nomenat jutge consular a Angers, assessor de la cort imperial el 1811.

## Homenatges
Un carrer porta el seu nom a la seva ciutat natal a Montigné-sur-Moine.